# シラン (トルコ)
シラン（トルコ語: Şiran）は、トルコの都市および郡。シランは黒海地方ギュミュシュハーネ県に属し、シラン郡の郡都に定められている。2010年の国勢調査では郡の人口は約17,000人、うち8,207人がシラン市に居住している。郡の面積は928km2で、シラン市は標高1457mの地点に位置する。
シラン郡はイェシルウルマク川の支流であるケルキト川の上流域に含まれ、南北には標高1,000-2,000mの山地がそびえる。シラン市はギュミュシュハーネの南西89kmの地点に位置する。黒海地方と東アナトリア地方の間の通路に存在する地点の一つで、エルズィンジャンから発してジガナ峠に向かう西側の道路が最後に通過する都市となっている。
シランの名称はペルシア語で「ライオン」を意味する「シール（Şir）」に由来すると考えられている。集落としての起源は不明確であるが、トレビゾンド帝国の時代にはヘリアナ（Kheriana）と呼ばれており、15世紀にオスマン帝国の支配下に入った。南西部のチャクルカヤ（ケルル）村には13世紀から14世紀にかけて作られたと思われる岩窟修道院が存在する。
野菜、果実の栽培が盛んで、リンゴの生産が重要な地位を占めている。畜産業も経済基盤の一つでヒツジ、ヤギ、ウシが飼育されている。